# Lobophysa
Lobophysa là một chi bướm đêm thuộc họ Geometridae.